# Oryx
Oryx este un gen format din patru specii mari de antilope numite orycși. Blana lor este deschisă, cu marcaje întunecate contrastante pe față și pe picioare, iar coarnele lor lungi sunt aproape drepte. Excepție face Oryx dammah, care nu are marcaje întunecate pe picioare, are doar marcaje întunecate slabe pe cap, cu gâtul de culoare ocru.
Oryxul arab a fost salvat de la dispariție doar printr-un program de creștere în captivitate și reintroducere în sălbăticie. Oryx dammah, care a fost clasificat ca dispărut în sălbăticie, s-a bazat de asemenea pe un program de creștere în captivitate pentru supraviețuirea sa.

## Etimologie
Termenul „oryx” provine din cuvântul grecesc ὄρυξ, óryx, pentru un tip de antilopă. Herodot menționează un tip de gazelă din Libia numit ὄρυς, orus, probabil legat de verbul ὀρύσσω, orussō sau ὀρύττω, oruttō, care înseamnă „a săpa”. Se știe că orycșii albi sapă gropi în nisip.

## Specii
Sunt recunoscute patru specii de Oryx:
- Oryx beisa: Oryxul est-african are două subspecii: O. b. beisa și O. b. callotis.
- Oryx dammah: Oryxul alb a dispărut din sălbăticie în 1972 în Peninsula Arabică. A fost reintrodusă în 1982 în Oman, dar braconajul a redus numărul exemplarelor.
- Oryx gazella: Oryxul sud-african a fost introdus în 1969 în statul New Mexico, în Statele Unite,[5] populația actuală fiind estimată la aproximativ 3.000 de exemplare.[6]
- Oryx leucoryx: din Africa de Nord, era considerat dispărut în sălbăticie, dar în prezent este declarat pe cale de dispariție. Populații supraviețuitoare neconfirmate au fost semnalate în centrul Nigeriei și Ciadului, iar o populație semi-sălbatică care locuiește în prezent într-o rezervație naturală împrejmuită din Tunisia este în curs de extindere în vederea reintroducerii în sălbăticie în această țară.[7] Câteva mii sunt ținute în captivitate în întreaga lume.[2]

## Galerie

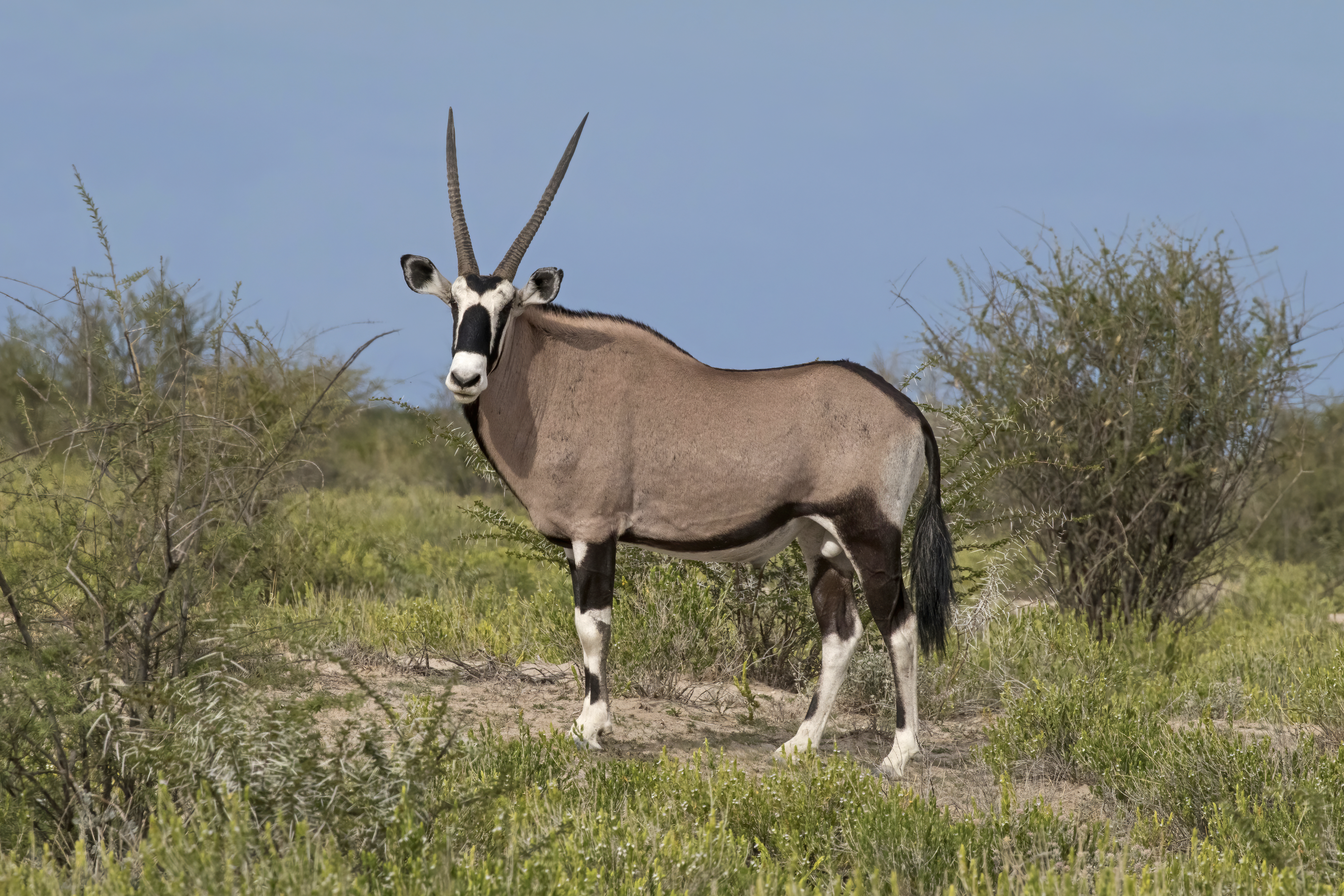
Oryx sud-african (Oryx gazella)
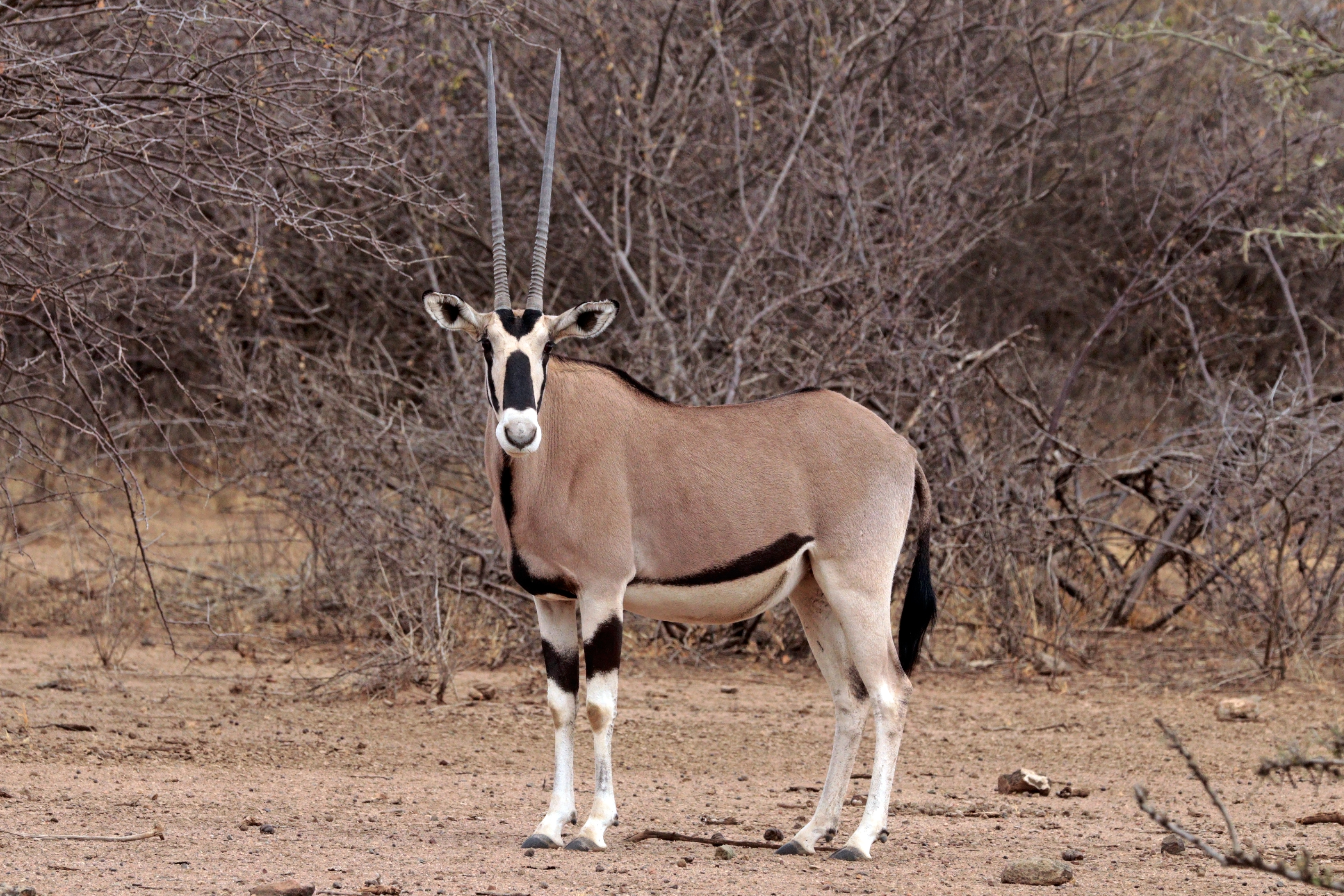
Oryx est-african (Oryx beisa)
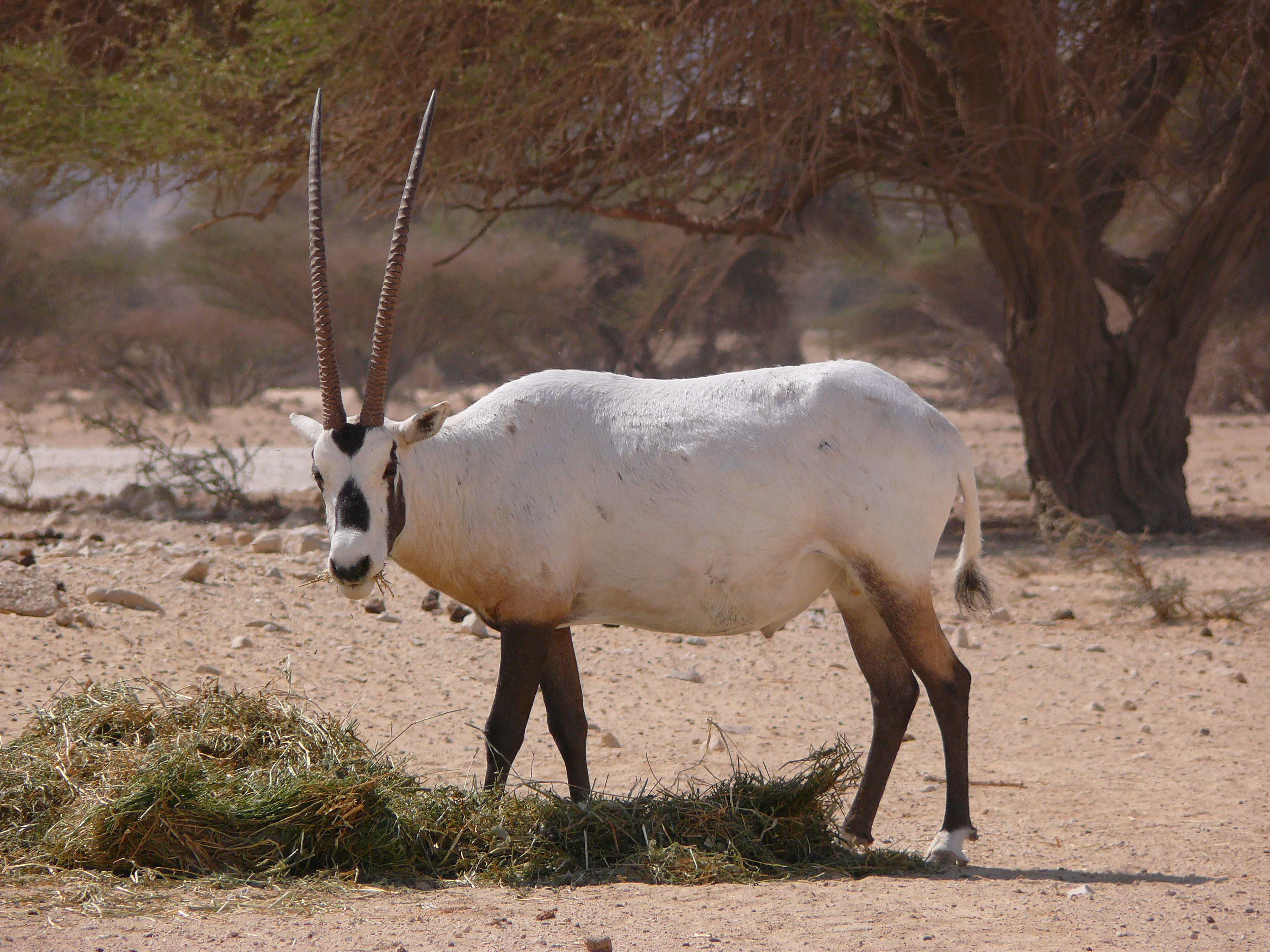
Oryx arab (Oryx leucoryx)
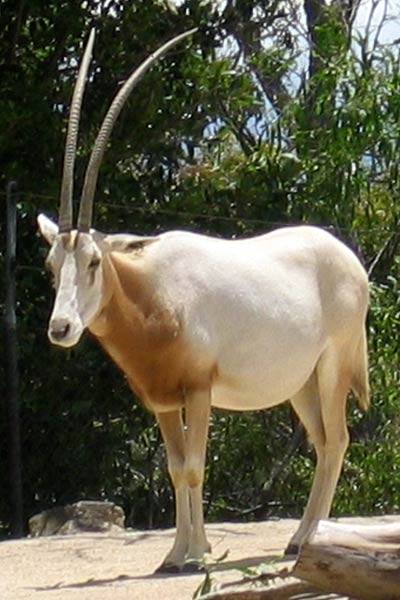
Oryx dammah